# Nothoprocta perdicaria
La perdiz chilena (Nothoprocta perdicaria), también llamado tinamú chileno o inambú chileno, es un ave de la familia de los tinámidos. Al igual que otras especies de esta familia, es conocida vulgarmente con el nombre de perdiz dada su similitud muy superficial con la perdiz europea (Perdix perdix). Es endémica de la zona central de Chile, habitando pastizales semiáridos, campos agrícolas y claros, así como matorrales y bosques en la zona del matorral chileno, además de haber sido introducida a la isla de Pascua.

## Etimología
El nombre del género Nothoprocta proviene del griego νοθος (nothos), «falso, espurio», y πρωκτος (prōktos), «cola, parte trasera», significando así «cola falsa»; mientras que el nombre específico es una modernización del latín para «perdiz» (perdix).

## Taxonomía
La perdiz chilena fue descrita en 1830 por Heinrich von Kittlitz, basándose en un ejemplar capturado en los alrededores de la ciudad de Valparaíso, en el centro de Chile. Forma una superespecie con otras dos especies de su mismo género: la perdiz cordillerana de Arica, y el inambú montaraz.

### Subespecies y distribución
La perdiz chilena se encuentra subdividida en dos subespecies, con su correspondiente distribución geográfica:
- la perdiz chilena del norte, N. p. perdicaria (Kittlitz, 1830), es la subespecie nominal, la cual se distribuye en las praderas semiáridas del centro norte de Chile, desde el parque nacional Llanos de Challe en la Región de Atacama hacia el sur, hasta llegar a la Región de Ñuble.[5]
- la perdiz chilena del sur, N. p. sanborni (Conover, 1924), es la subespecie que habita en el centro sur de Chile, desde la provincia de Linares en la Región del Maule,[10] hasta la provincia de Llanquihue en la Región de Los Lagos, con posible presencia en zonas adyacentes del suroeste de Argentina.[5]

## Estatus en la Argentina
La subespecie N. p. sanborni ha sido citada en localidades de la patagonia argentina próximas a la frontera con Chile. a principios del siglo XX Venturi afirmaba que la especie anidaría en la provincia de Neuquén. Más hacia el sur, Durnford la cita en 1878 en noroeste de la provincia de Chubut, aunque ya en esos años la identificación de la especie era puesta en duda. Otras citas parecen provenir de estos dos únicos registros. Aunque no sería imposible que la especie haya habitado, o aún lo haga, en algunos valles de la frontera argentina, teniendo en cuenta que a fines del siglo XX y en los primeros años del siglo XXI se registraron en valles de altura del oeste y noroeste de Neuquén poblaciones de dos especies de aves que se consideraban endémicas de Chile: la tenca y el Hued-hued castaño, se especula que los registros existentes (de más de un siglo) sean seguramente solo confusiones con alguna de las especies de tinámidos locales.

## Descripción
La perdiz chilena posee unos 29 cm de longitud. Sus partes superiores son de color marrón oliva a grisáceo con manchas negras y líneas finas de un café amarillento oscuro y pecas blancas; su garganta y centro del abdomen son blancos, el pecho es grisáceo pálido con la línea media blanquecina. Su pico cuenta con maxila color cuerno y mandíbula amarillenta, mientras que sus patas son de color amarillo.

## Comportamiento
Vive sola, en pareja, o en pequeños grupos, pero nunca en bandadas. Su alimento se compone de semillas e insectos.

## Nidificación
Construye en el suelo un nido hecho de pasto y forrado con algunas plumas, generalmente bajo la maleza o arbustos.La hembra pone de 5 a 12 huevos de forma ovalada, y de un brillante y uniforme color chocolate, que miden aproximadamente 49 × 35 mm. El macho incuba los huevos alrededor de 21 días y luego también cuida de los polluelos. El macho tapa los huevos con plumas en los momentos que se aleja del nido. Los polluelos son de color marrón claro con rayas oscuras; pueden correr poco después de la eclosión.

## Hábitat
La perdiz chilena se encuentra en valles y matorrales de altura en altitudes desde los 400 a los 2000 m s. n. m. aunque pueden vivir igual por debajo de los 400 m s. n. m. También habita en trigales y bosques áridos, en asociación con árboles como el espino, Porlieria chilensis, y la palma chilena.